# Varga Luigi István
Varga Luigi István (Vinga, 1951. október 8. – Temesvár, 2021. szeptember 14.) bánsági magyar szobrászművész.

## Életútja
Szak- és középiskolát Aradon végzett, majd a kolozsvári Ion Andreescu Képzőművészeti Főiskola szobrászat és restaurálás szakán Vetró Artúr növendéke volt. 1982-ben diplomázott. Pályáját Resicán, a Krassó-Szörény megyei Népi Alkotások Háza munkatársaként kezdte. Temesvárra költözve rövid ideig a Nyugati Egyetem Képzőművészeti Karán tanított, újabban szabadfoglalkozású szobrász.

## Munkássága
Sokoldalú művész: szobrait fából, bronzból, kőből, betonból, gipszből, terrakottából, üvegből kivitelezi. Kiállítóművészként 1977-ben debütált. Ezután Aradon (1980), Lugoson (1987), Resicán (1987), Bákóban (1987), Iaşi-ban (1987), Temesváron (1987, 1991, 2003, 2008), Szegeden (1991), Kiskunfélegyházán (1992), Csongrádon (1993, 1996), Karlsruhéban (1996), Luzernben (1998) rendezett egyéni kiállítást szobraiból és rajzaiból. Számos csoportos kiállításon mutatta be műveit Romániában és külföldön. 1991–2009 között a csongrádi Plein air és szobrászati alkotótáborok állandó meghívottja, de dolgozott a bácstopolyai, máriaföldi, ordashegyi és mirabeli művésztelepeken is.
Köztéri alkotásait Temesváron, Aradon, Nádorhegyen, Herkulesfürdőn, Kolozsváron, Nagyszentmiklóson és Csongrádon állították fel. Csongrád város megrendelésére elkészítette Antall Józsefnek, Magyarország volt miniszterelnökének mellszobrát, Csiky Gergely dombormű-portréja a temesvári Csiky Gergely Állami Magyar Színház előcsarnokát díszíti, az újszentesi általános iskola előtt áll Petőfi Sándor és Mihai Eminescu mellszobra. Műhelyéből kerültek ki Henri Coandă, Teodor Bucurescu és Elena Ghiba Birta mellszobrai, Franyó Zoltán portréja, Pesty Frigyes és Bartók Béla emlékérme, valamint az újmosnicai világháborús emlékmű bronz turulmadara. A kommunizmus áldozatai emlékére Aradon felállítani szándékozott szoborkompozícióra kiírt pályázat nyertese.

## Elismerések
Kiállított műveiért 1994-ben Temesváron, 1996-ban Szegeden tüntették ki.